# Zach Wamp
Zachary Paul Wamp, detto Zach (Fort Benning, 28 ottobre 1957), è un politico statunitense, membro della Camera dei Rappresentanti per lo stato del Tennessee dal 1995 al 2011.

## Biografia
Nato a Fort Benning, Wamp crebbe nel Tennessee e dopo gli studi svolse la professione di agente immobiliare. Intanto si interessò alla politica e cominciò a ricoprire incarichi ufficiali all'interno del Partito Repubblicano.
Nel 1992 si candidò alla Camera dei Rappresentanti sfidando la deputata democratica in carica Marilyn Lloyd; la competizione fu molto serrata e la Lloyd riuscì a prevalere di misura. Due anni dopo la donna decise di ritirarsi dal Congresso e diede il proprio sostegno a Wamp, che venne eletto.
Dopo quella volta venne rieletto per altri sette mandati, finché nel 2010 decise di candidarsi a governatore del Tennessee. Nel frattempo anche suo figlio Weston si candidò ad una carica pubblica, tentando di farsi eleggere al seggio della Camera lasciato dal padre. Nessuno dei due tuttavia ebbe riscontri positivi perché vennero entrambi sconfitti nelle rispettive primarie: il padre da Bill Haslam (che venne poi eletto governatore) e il figlio da Chuck Fleischmann (che venne poi eletto deputato).